# Vetenskapsretorik
Vetenskapsretorik (engelska: Rhetoric of science) kan närmast beskrivas som en gren inom retorikforskning som syftar till att utreda sambandet mellan retorik och vetenskap. Diskussionen cirkulerar kring antagandet att vetenskaplig forskning är retorisk. Studiet utgörs till största delen av vetenskaplig litteratur från nittonhundratalets senare hälft, sprungna ur en rad forskningsdiscipliner, bland andra sociologi, historia och vetenskapsfilosofi; men framför allt av retoriker inom institutioner för språk- och kommunikation.
En vanlig inramning för retoriken är studiet av kommunikation som syftar till att övertyga. Vetenskapsretorik i sin tur grundar sig på att kommunikationen som förs inom vetenskapen innehar övertygelse och är således retorisk. Kommunikativa och språkliga aspekter inom vetenskapen – däribland logik, argumentation, vetenskapliga publikationer och den ständigt pågående dialogen i vetenskapliga kontexter – är diskursiva faktorer som diskuteras inom vetenskapsretoriken.

## Historia
Startskottet för studiet kring vetenskapsretoriken var Thomas Kuhns seminariearbete "The Structure of Scientific Revolutions" (1962). Kuhn menade att den vetenskapliga utvecklingen karaktäriseras av en diskontinuitet och destruktion snarare än ett linjärt utvecklingsförlopp. Det är en stegvis utveckling som utgörs av vetenskapliga revolutioner, så kallade paradigmskiften. En dominerande vetenskapsteori - ett paradigm – består av bestämda teorier och av en bestämd terminologi. Paradigmet överges inte för att den falsifiseras, utan för att en alternativ teori triggar en revolution.
Vetenskapsretoriken inspirerades av Kuhns tanke om paradigmskifte. Då vetenskapliga revolutioner är något oundvikligt och ständigt förekommande, sker de nödvändigtvis i takt med en grundläggande aspekt inom retoriken: övertygelse. Därmed triggade Kuhn en diskussion som kom att anammades av de tänkare som utvecklade vetenskapsretoriken.
Den vetenskapsretoriska diskussionen har utvecklats på ett antal områden, och inom dessa står en rad tänkares verk som framstående bidrag till perspektivet:
- Epistemisk retorik utvecklades av Robert L. Scott med hans artikel On Viewing Rhetoric as Epistemic (1967). I sin artikel diskuterar Scott grundläggande epistemologiska termer som kunskap, övertygelse och sanning. Som vetenskapsretoriker blev hans bidrag utmärkande genom att han kritiserade den konventionellt dominerande synen på kunskaps- och sanningssökande som uppnåeligt för människan. Istället är retoriken en ständigt närvarande kraft i vetenskaplig forskning och kunskapsbildning; något som Scott ansåg att man bör uppmärksamma snarare än att förneka.
- Argumentationsfält utvecklades främst av Stephen Toulmin i hans bok The Uses of Argument (1958). Hans djupgående argumentationsteori har spelat en viktig roll i den vetenskapskritiska diskursen.
- Inkommensurabilitet är ett koncept som utvecklades av Kuhn som beskriver hur olika konkurrerande paradigm i en vetenskapsdisciplin är inkommensurabla. Detta innebär att förståelse mellan paradigmen är omöjlig på grund av att de grundar sig på olika begrepp och principer. Även om en term används i två olika paradigm har de olika innebörder; därför kan de inte jämföras.[3]

## Vetenskapsretorik i Sverige
I Sverige är vetenskapsretorik i ovan bemärkelse ett relativt outforskat område. Det är svårt att, om alls möjligt, definiera en tradition av forskning på området. I takt med retorikämnets utbredning i Sverige har emellertid universitet etablerat kurser som behandlar relationen mellan retorik och vetenskap. Trots att kurserna inte direkt följer enligt den diskussion som i växlande utsträckning följt sedan Kuhns The Structure of Scientific Revolutions, visar de på ett svenskt intresse för retorikens koppling till vetenskap.
År 2013 hölls ett symposium i regi av Kungliga Vetenskaps- och Vitterhets-Samhället i Göteborg (KVVS) under rubriken Vetenskapsretorik: vetenskapliga framställningsformer och framställningssätt. Frukterna av detta symposium publicerades 2014 som bok med titeln Vetenskapsretorik – Hur vetenskapen övertygar och övertalar.
Relationen mellan retorik och vetenskap diskuteras i boken av en rad svenska forskare från olika akademiska fält:
- Bo Lindgren tar sig an förhållandet mellan vetenskap och retorik ur ett historiskt perspektiv sedan Antiken.
- Mats Rosengren diskuterar hur retoriken inom vetenskap inte enbart avser framställningssättet utan också utförandet ur ett doxologiskt perspektiv.
- Olle Josephson fokuserar på humanistiska och samhällsvetenskapliga artiklar och retorisk närvaro i dessa.
- Ulrika Knutson talar om hur vetenskapsjournalistiken förmedlas och vilken inverkan den har på mottagaren.
- Göran Johansson diskuterar hur resultaten inom fysiken förmedlas till publik.
- Agnes Wold för en diskussion kring läkarspråkets terminologi.
- Lars Engwall talar om den internationalisering som håller på att etablera sig inom national- och företagsekonomi och hur olika språk (ex. engelska, tyska) tar olika plats.
- Lena Magnusson diskuterar juridik och hur juridiska bedömningar förändras genom språket.
- Johannes Lundgren diskuterar musikämnet och ställer vetenskapliga framställningssätt inför nya.
- Bengt Gustafsson och Ingemar Nilsson analyserar retoriken i texter från vetenskapens rekryteringsprocesser.